# Écosse-Tonga en rugby à XV
Cet article présente l'historique des confrontations entre l'équipe d'Écosse et l'équipe des Tonga en rugby à XV. Les deux équipes se sont affrontées à six reprises, dont deux fois en Coupe du monde. Les Écossais ont remporté cinq rencontres contre une pour les Tongiens.

## Les confrontations
Avant leur première rencontre officielle, les deux nations se sont déjà affrontées en 1974 et 1993 ; aucune cape n'est attribuée par la Fédération écossaise pour ces deux matchs.
| No | Date              | Lieu                                               | Match          | Score   | Compétition              |
| -- | ----------------- | -------------------------------------------------- | -------------- | ------- | ------------------------ |
| 1  | 30 mai 1995       | Loftus Versfeld Stadium, Pretoria — Afrique du Sud | Écosse – Tonga | 41 – 5  | Coupe du monde (poule D) |
| 2  | 10 novembre 2001  | Murrayfield Stadium, Édimbourg — Écosse            | Écosse – Tonga | 43 – 20 | Test match               |
| 3  | 24 novembre 2012  | Pittodrie Stadium, Aberdeen — Écosse               | Écosse – Tonga | 15 – 21 | Test match               |
| 4  | 22 novembre 2014  | Rugby Park, Kilmarnock — Écosse                    | Écosse – Tonga | 37 – 12 | Test match               |
| 5  | 30 octobre 2021   | Murrayfield Stadium, Édimbourg — Écosse            | Écosse – Tonga | 60 – 14 | Test match               |
| 6  | 24 septembre 2023 | Stade de Nice, Nice — France                       | Écosse – Tonga | 45 – 17 | Coupe du monde (Poule B) |